# Contea di Bee
La contea di Bee (in inglese Bee County) è una contea dello Stato del Texas, negli Stati Uniti. La popolazione al censimento del 2010 era di 31 861 abitanti. Il capoluogo di contea è Beeville. La contea è stata fondata l'8 dicembre 1857 e organizzata l'anno successivo. Il suo nome deriva da Barnard Elliot Bee Sr., un segretario di Stato della Repubblica del Texas. Lo sceriffo della città è Alden E. Southmayd III.

## Storia
Bee County è stata ufficialmente fondata in data 8 dicembre 1857 da alcune parti delle contee di Refugio, Live Oak, San Patricio, Goliad, e Karnes. Il suo nome deriva da Barnard Elliot Bee Sr., un segretario di Stato della Repubblica del Texas. I primi coloni europei di questa zona erano principalmente irlandesi, ma verso la fine degli anni 1840 ei primi anni del 1850, più coloni degli Stati del sud hanno cominciato a muoversi dentro la contea e a costruire degli insediamenti. 
I flussi migratori suggeriscono che molti di questi coloni meridionali provenivano dal Nord e dal Sud Carolina, Louisiana, e Mississippi.
La fede cattolica è la religione di Stato fino alla creazione della Repubblica del Texas, nel 1836. Nella contea cominciarono ad esserci poi delle altre religioni, a causa dell'arrivo di coloni provenienti dagli Stati Uniti meridionali, che divennero la maggioranza della popolazione nel 1840. 
Tra le prime religioni protestanti a comparire ci furono i metodisti e i battisti. Queste chiese, in particolare i battisti, inviarono numerosi missionari nella zona per aiutare le piccole congregazioni a sopravvivere. 

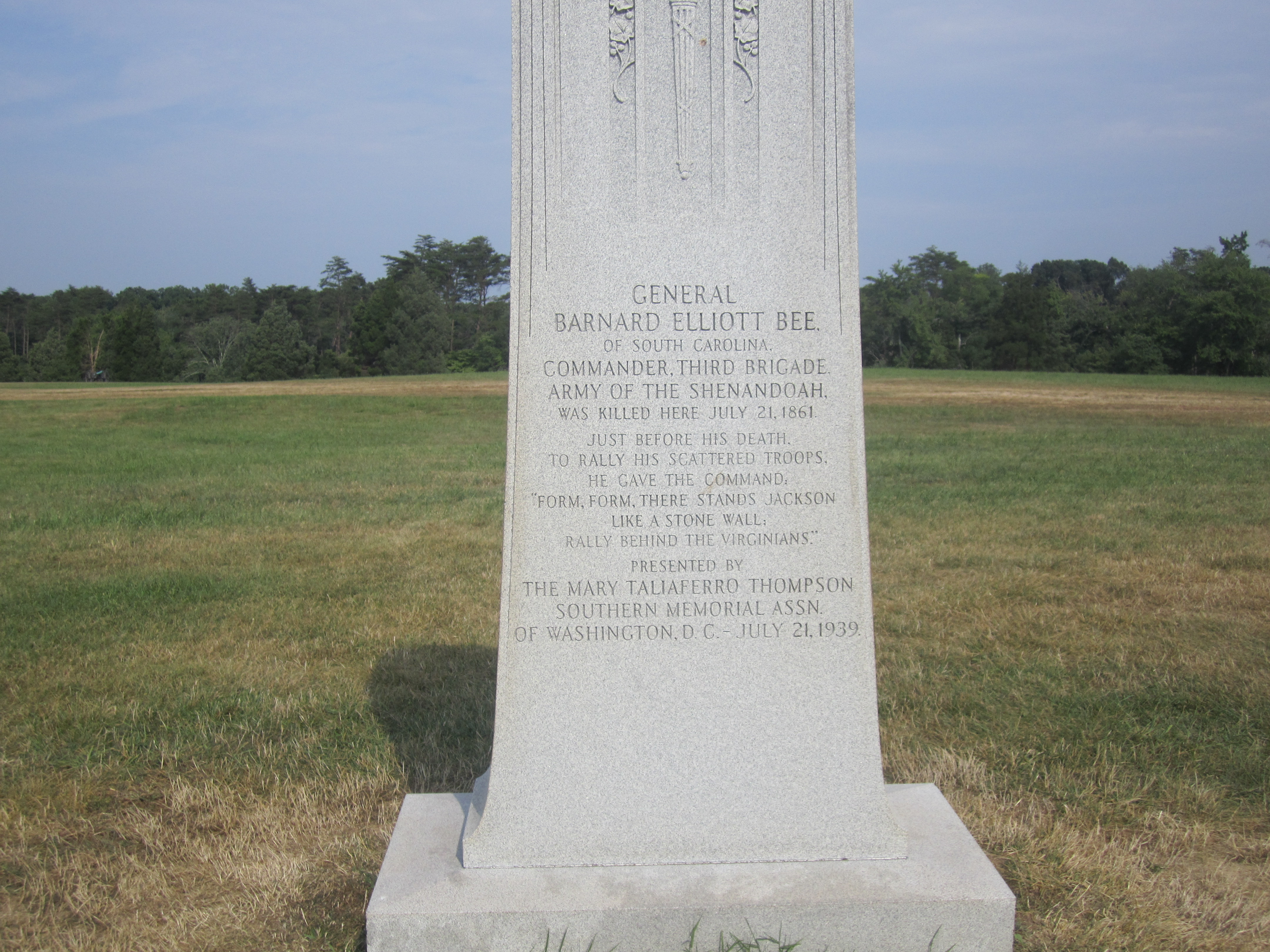
Monumento in memoria di Barnard Elliot Bee Sr.

Molti pastori viaggiarono diverse miglia ogni settimana per visitare i membri delle varie congregazioni in tutta la contea. Nel 1850 i battisti e i metodisti erano il 75% di tutte le congregazioni del Texas.

### Tribunale
Il Tribunale Bee County è stato progettato dall'architetto William Charles Stephenson, originario di Buffalo, New York. Il palazzo di giustizia originale, completato nel 1912, è costato 72.000 $. Inoltre Stephenson ha scolpito il monumento "La giustizia è cieca" (le sue parole originali furono Enlightened Justice, ovvero Giustizia illuminata), che si trova ora in cima al tribunale.
Stephenson ha anche progettato il Rialto Theater a Beeville, ora utilizzato solo per le occasioni speciali, non per la visione dei film. Ha contribuito a costruire la maschera mortuaria del presidente degli Stati Uniti William McKinley, che è stato assassinato a Buffalo nel 1901. Stephenson ha anche progettato il tribunale della Contea di McMullen, oltre a molti altri edifici, come grandi case, scuole, chiese e edifici commerciali intorno a Beeville.

## Geografia fisica
| Anno       | Popolazione | ±%     |
| ---------- | ----------- | ------ |
| 1860       | 910         | Note:  |
| 1870       | 1,082       | 18.9%  |
| 1880       | 2,298       | 112.4% |
| 1890       | 3,720       | 61.9%  |
| 1900       | 7,720       | 107.5% |
| 1910       | 12,090      | 56.6%  |
| 1920       | 12,137      | 0.4%   |
| 1930       | 15,721      | 29.5%  |
| 1940       | 16,481      | 4.8%   |
| 1950       | 18,174      | 10.3%  |
| 1960       | 23,755      | 30.7%  |
| 1970       | 22,737      | −4.3%  |
| 1980       | 26,030      | 14.5%  |
| 1990       | 25,135      | −3.4%  |
| 2000       | 32,359      | 28.7%  |
| 2010       | 31,861      | −1.5%  |
| Stima 2015 | 32,874      | 3.2%   |

Secondo l'Ufficio del censimento degli Stati Uniti d'America la contea ha un'area totale di 880 miglia quadrate (2.300 km²), di cui 880 miglia quadrate (2.300 km²) sono terra, mentre 0.1 miglia quadrate (0,26 km², corrispondenti allo 0,01% dell'intero territorio) sono costituiti dall'acqua.

### Strade principali
- U.S. Highway 59
- Interstate 69W (in costruzione)
- U.S. Highway 181
- State Highway 72
- State Highway 202
- State Highway 359
- Farm to Market Road 673
- Farm to Market Road 799
- Farm to Market Road 833

### Contee adicenti
- Karnes County (nord)
- Goliad County (nord-est)
- Refugio County (est)
- San Patricio County (sud-est)
- Live Oak County (ovest)

## Società

### Evoluzione demografica
Secondo il censimento del 2010, c'erano 31,861 persone. La composizione etnica della città era formata dal 78.8% di bianchi, l'8.1% di afroamericani, lo 0.5% di nativi americani, lo 0.6% di asiatici, il 9.7% di altre razze, e il 2.3% di due o più etnie. Ispanici o latinos di qualunque razza erano il 56.2% della popolazione.
Secondo il censimento del 2000, c'erano 32,359 persone, 9,061 nuclei familiari e 6,578 famiglie residenti nella città. La densità di popolazione era di 37 persone per miglio quadrato (14/km²). C'erano 10,939 unità abitative a una densità media di 12 per miglio quadrato (5/km²). La composizione etnica della città era formata dal 67.85% di bianchi, il 9.90% di afroamericani, lo 0.42% di nativi americani, lo 0.51% di asiatici, il 19.15% di altre razze, e il 2.13% di due o più etnie. Ispanici o latinos di qualunque razza erano il 53.93% della popolazione.
C'erano 9,061 nuclei familiari di cui il 37.80% aveva figli di età inferiore ai 18 anni, il 52.90% erano coppie sposate conviventi, il 14.80% aveva un capofamiglia femmina senza marito, e il 27.40% erano non-famiglie. Il 23.70% di tutti i nuclei familiari erano individuali e il 9.90% aveva componenti con un'età di 65 anni o più che vivevano da soli. Il numero di componenti medio di un nucleo familiare era di 2.74 e quello di una famiglia era di 3.25.
La popolazione era composta dal 23.40% di persone sotto i 18 anni, il 13.30% di persone dai 18 ai 24 anni, il 35.40% di persone dai 25 ai 44 anni, il 17.80% di persone dai 45 ai 64 anni, e il 10.20% di persone di 65 anni o più. L'età media era di 32 anni. Per ogni 100 femmine c'erano 148.40 maschi. Per ogni 100 femmine dai 18 anni in su, c'erano 164.90 maschi.
Il reddito medio di un nucleo familiare era di 28,392 dollari, e quello di una famiglia era di 32,967 dollari. I maschi avevano un reddito medio di 26,473 dollari contro i 20,666 dollari delle femmine. Il reddito pro capite era di 10,625 dollari. Circa il 19.70% delle famiglie e il 24.00% della popolazione erano sotto la soglia di povertà, incluso il 33.80% di persone sotto i 18 anni e il 18.30% di persone di 65 anni o più.

## Amministrazione
Il Texas Department of Criminal Justice gestisce il Correctional Institutions Division Region IV Office situato in una zona non incorporata della contea. È inoltre presente, sempre in un'area non incorporata, il carcere nominato William G. McConnell Unit (ML). Il giudice della contea è Stephanie A. Silvas, il procuratore è Michael Knight, mentre lo sceriffo è Alden E. Southmayd III.

## Istruzione
I seguenti sono i distretti scolastici che servono Bee County:
- Beeville Independent School District
- Mathis Independent School District (parzialmente)
- Pawnee Independent School District (parzialmente)
- Pettus Independent School District (parzialmente)
- Refugio Independent School District (parzialmente)
- Skidmore-Tynan Independent School District (parzialmente)
- Three Rivers Independent School District (parzialmente)

Il seguente istituto post-secondario serve Bee County (e dintorni):
- Coastal Bend College

## Comunità

### City
Beeville

### Census-designated place
- Blue Berry Hill
- Normanna
- Pawnee
- Pettus
- Skidmore
- Tuleta
- Tulsita
- Tynan

### Comunità non incorporate
Mineral